# Јакопо Амигони
Јакопо Амигони (итал. Jacopo Amigoni; Напуљ или Венеција, 1682 — Мадрид, 1752) је био венецијански сликар познат по митологијским фигурама и религијским артификатима.
Његов рококо стил му је донео успех у Европи. Радио је у Немачкој за баварског владара Максимилијана Баварског затим у Енглеској је постао не само познат већ и имућан захваљујући многим наруџбама враћа се у Италију и одлази у Шпанију, где се и населио као дворски сликар Фердинанда VI.